# Museo internazionale e biblioteca della musica
Il Museo internazionale e biblioteca della musica è un'istituzione museale e bibliotecaria di Bologna. Inaugurato nel 2004, il museo raccoglie, in uno spazio illustre per storia e pregio artistico, il principale patrimonio bibliografico, iconografico-musicale e organologico della città.
La sede dell'Istituto è lo storico Palazzo Sanguinetti in Strada Maggiore 34. Da luglio 2022 il museo è gestito da Settore Musei Civici Bologna.

## Museo

### Origini e storia
Il Civico Museo Bibliografico Musicale, nato nel 1959 per custodire le collezioni di beni musicali del Comune di Bologna, ha assunto nel 2004 la nuova denominazione di "Museo internazionale e biblioteca della musica", con l'inaugurazione della sede museale di Palazzo Sanguinetti, dove è stata traslata anche la Biblioteca dall'interno dell'ex Convento di San Giacomo, sede anche del Conservatorio di musica G.B. Martini.

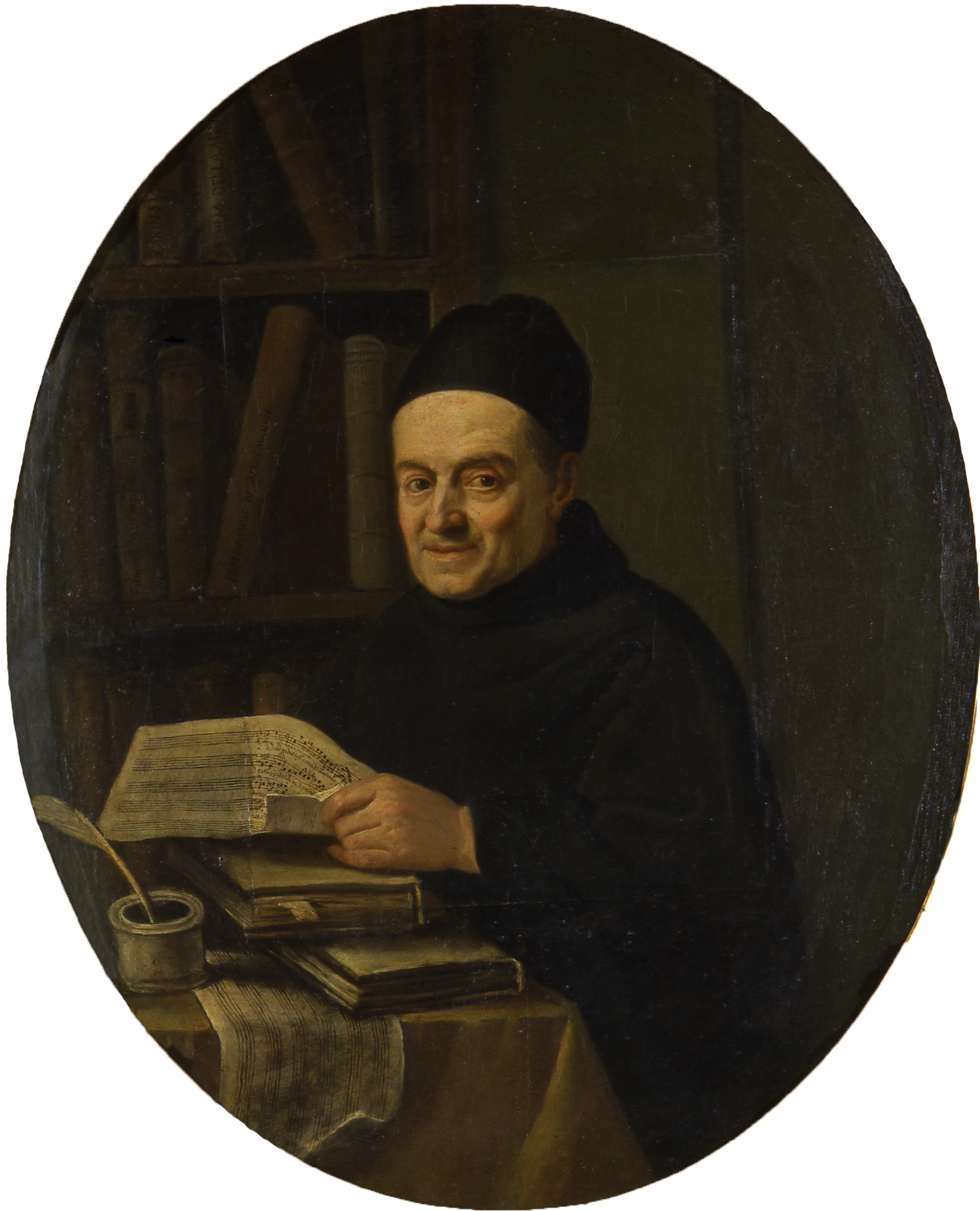
Angelo Crescimbeni, Ritratto di Padre Giambattista Martini, 1770, Coll. Museo internazionale e biblioteca della musica

L'eccezionalità del Museo va ricercata soprattutto nella sinergia instaurata tra le collezioni – una delle eredità più preziose dello spirito illuminato con cui nel Settecento padre Martini raccolse il suo patrimonio – che ne amplifica l'intrinseca, eccezionale importanza.
Tra le innumerevoli “storie musicali” che i documenti consentono di narrare, l'allestimento museale ha scelto di presentare quelle che la ricchezza documentaria può raccontare al meglio, quasi senza l'ausilio di inserti esplicativi: quella del suo principale artefice, Martini, e dei suoi amici e corrispondenti, quali Christoph Willibald Gluck, Johann Christian Bach, Wolfgang Amadeus Mozart, Charles Burney; quella del libro musicale dal Cinquecento all'Ottocento; dell'opera italiana del Settecento, intessuta attorno alla figura del Farinelli, e dell'Ottocento, attorno a Gioachino Rossini; la storia delle concezioni teoriche della musica dal Quattrocento al Settecento; e la storia dei personaggi e delle istituzioni nella vita musicale bolognese.

### Percorso museale
Il percorso museale si apre, tra le lussureggianti decorazioni della sala detta Boschereccia, con alcune opere simboliche, le quali servono da prologo al visitatore che si appresta a compiere il viaggio all'interno dell'universo musicale. 
Le sale 2 e 3 sono dedicate al padre spirituale del nuovo museo, ritratto in un ovale di Angelo Crescimbeni: quel Giambattista Martini, il cui prezioso lascito morale, intellettuale e materiale, viene qui celebrato e fatto conoscere al grande pubblico. 

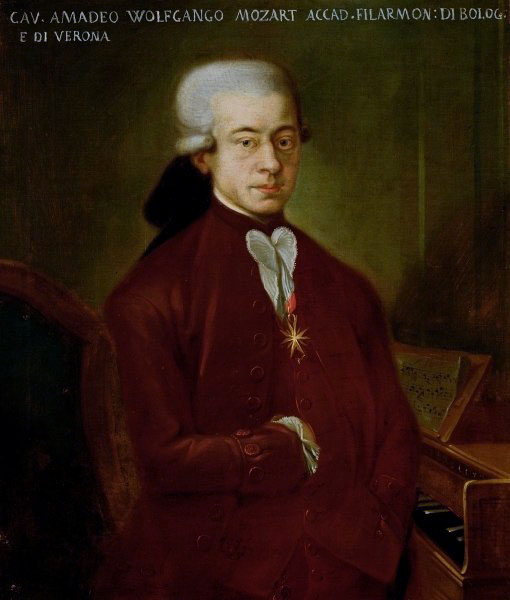
Ignoto austriaco, Ritratto di Wolfgang Amadeus Mozart, 1777, Coll. Museo internazionale e biblioteca della musica

In particolare, nella sala 3 si illustrano i rapporti tra Padre Martini e le personalità di spicco del mondo musicale dell'epoca, quali il giovane Mozart o Johann Christian Bach, raffigurato in un celebre ritratto di Gainsborough. Nella stessa sala è possibile ammirare anche la famosa Libreria musicale di Giuseppe Maria Crespi. 
Si prosegue, quindi, nella sala 4 ("L'idea della Musica"), dedicata ai teorici musicali dal Quattrocento al Seicento, con importanti esempi di trattati musicali, con i ritratti dei rispettivi autori e con alcuni strumenti musicali di grande importanza, come il Clavemusicum, pezzo unico di Vito Trasuntino (Venezia, 1606). 
Alcuni tra i pezzi più rilevanti sono esposti nella successiva sala 5 (Sala delle Arti), dedicata ai "Libri per musica e strumenti dei secoli XVI e XVII". Custoditi dentro modernissime vetrine circolari, collocate al centro della stanza ad assecondare il ricco decoro della pavimentazione, si possono ammirare testi rarissimi di fine Quattrocento, fino ad arrivare al famoso Harmonice musices Odhecaton A., primo libro musicale a stampa, realizzato da Ottaviano Petrucci.
Quindi gli strumenti: i liuti; l'armonia di flauti di Manfredo Settala del 1650, che rappresenta un vero e proprio unicum; le pochette, piccoli violini utilizzati dai maestri da ballo; e poi le ghironde, i serpentoni e la serie straordinaria di corni e cornetti del XVI e XVII secolo; infine uno strumento di scena singolarissimo, come la Tiorba in forma di kithára.
L'opera italiana diventa protagonista nelle sale successive.
Dapprima il Settecento nella sala 6, dedicata al celebre cantante Carlo Broschi detto Farinelli: il suo ritratto dipinto da Corrado Giaquinto domina la sala, assieme ai ritratti di castrati di varie epoche e di compositori del tempo, tra tutti Antonio Vivaldi e Domenico Cimarosa. 
Nella sala 7 l'Ottocento e Gioachino Rossini, il cui nome è indissolubilmente legato a Bologna: ritratti, busti, libretti delle prime recite di Isabella Colbran, cantante e sua prima moglie, la partitura autografa de Il barbiere di Siviglia, ma anche effetti personali curiosi, come la vestaglia da camera o il parrucchino, nonché il pianoforte a coda, realizzato nel 1844 da Camille Pleyel, che gli appartenne. 
Il percorso prosegue, attraverso i secoli, gli usi e le mode musicali, nella sala 8, dedicata ai "Libri per musica e strumenti nei secoli XVIII e XIX": viole d'amore e flauti traversi affiancati alle partiture composte da Torelli, Vivaldi, Bertoni, ecc., e poi i clarinetti e il Buccin realizzato a Lione da Jean Baptiste Tabard (1812-1845). 
A conclusione del percorso, nella sala 9 un omaggio doveroso a due personaggi importanti per la cultura musicale bolognese e italiana, Giuseppe Martucci e Ottorino Respighi: sono esposti i ritratti, le fotografie e una selezione di opere del fondo Respighi, che fu donato nel 1961 alla biblioteca dalla vedova Elsa, in occasione del 25º anniversario della morte del compositore. 
Nella stessa sala si ammira il ritratto del musicista Arrigo Serato, dipinto dal celebre Felice Casorati.

## Biblioteca
La collezione ereditata da Padre Martini costituisce una delle raccolte più prestigiose per il repertorio di musica a stampa dal Cinquecento al Settecento, per i suoi incunaboli, per i preziosi manoscritti, per i libretti d'opera, nonché per la singolare raccolta di autografi e lettere, frutto di un carteggio da lui accuratamente tenuto con personaggi eminenti, studiosi e musicisti dell'epoca.

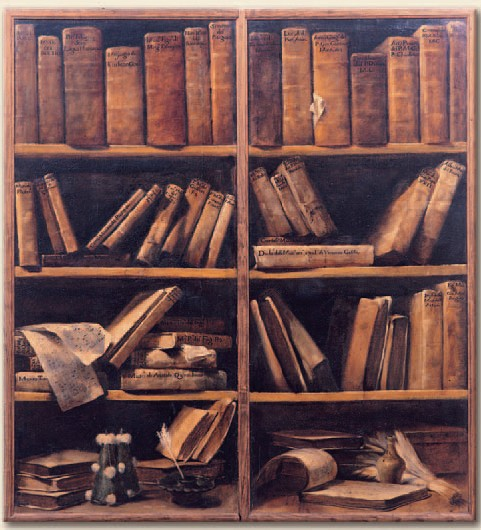
Giuseppe Maria Crespi, Libreria, ca. 1720-1730, Coll. Museo internazionale e biblioteca della musica

Scampato alle confische napoleoniche grazie all'intervento di Stanislao Mattei, discepolo e successore di Martini, nel 1816 il prezioso patrimonio bibliografico fu donato al Liceo musicale di Bologna, che era stato istituito nel 1804 presso l'ex convento degli Agostiniani, nella chiesa di San Giacomo Maggiore.

La biblioteca si accrebbe sensibilmente nel corso dell'Ottocento e della prima metà del Novecento, grazie non solo al deposito dei materiali prodotti dall'attività didattica del Liceo (furono allievi del Liceo numerosi personaggi illustri, tra i quali Rossini, Donizetti e Respighi e ne furono direttori Mancinelli, Martucci e Busoni), ma anche agli acquisti mirati di volumi rari e di pregio voluti da Gaetano Gaspari, nominato bibliotecario nel 1855. Questi diresse la Biblioteca per molti anni con uno zelo e una sapienza singolari, riuscendo, dopo anni di impegno e di fatiche costanti, a ordinare e schedare in modo esemplare tutto il materiale librario (da cui la pubblicazione postuma del Catalogo della Biblioteca del Liceo Musicale di Bologna che porta il suo nome, ora disponibile anche on line).
Nel 1942, allorché il Liceo musicale venne trasformato in istituzione statale - Regio Conservatorio di Musica - il Comune di Bologna scelse di mantenere la proprietà del patrimonio bibliografico di Padre Martini e dell'annessa quadreria, per la cui conservazione e valorizzazione fu istituito nel 1959 il Civico Museo Bibliografico Musicale.

Il Civico Museo Bibliografico Musicale ha assunto nel 2004 la nuova denominazione di "Museo internazionale e biblioteca della musica", con l'inaugurazione della sede museale di Palazzo Sanguinetti, nel centro storico di Bologna. L'Istituto è attualmente suddiviso in due sedi: un'ampia selezione di volumi, dipinti, strumenti musicali è esposta nelle sale museali di Strada Maggiore 34 (palazzo Sanguinetti), mentre la gran parte del materiale bibliografico è consultabile nella sede di Piazza Rossini 2 (ex Convento di San Giacomo), in locali annessi al Conservatorio di musica G.B. Martini.

## Collezioni

### Raccolta libraria

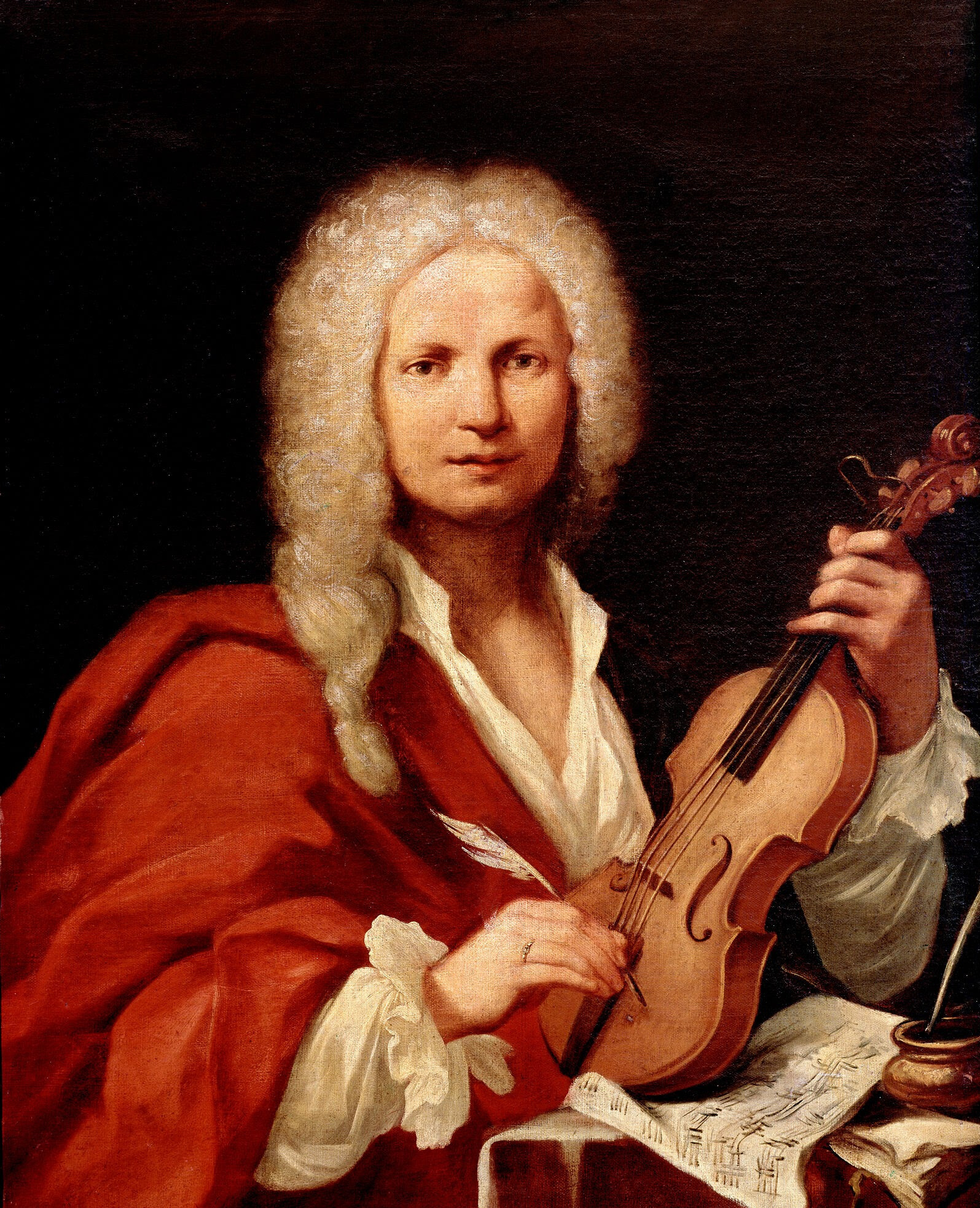
Autore ignoto, Ritratto presunto di Antonio Vivaldi, XVIII secolo, Coll. Museo internazionale e biblioteca della musica

La raccolta libraria è una delle più prestigiose a livello mondiale, in particolare per la storia della musica dal Quattro al Settecento. Scampato alle confische napoleoniche grazie all'intervento di Stanislao Mattei, discepolo e successore di Martini, nel 1816 l'immenso patrimonio bibliografico (costituito all'epoca da circa 17 000 volumi) fu donato al Liceo Musicale del Comune di Bologna, istituito nel 1804.
La biblioteca si accrebbe sensibilmente nel corso dell'Ottocento e della prima metà del Novecento, grazie non solo al deposito dei materiali prodotti dall'attività didattica del Liceo (ne furono allievi numerosi personaggi illustri, tra i quali Rossini – del quale sono conservati, oltre agli spartiti autografi de Il barbiere di Siviglia e dello Stabat Mater, vari oggetti come il letto, la veste da camera, la parrucca e altri cimeli di vario genere – Donizetti e Respighi; e ne furono direttori Mancinelli, Martucci e Busoni), ma anche agli acquisti mirati di volumi rari. Sotto la direzione di Gaetano Gaspari, nominato bibliotecario nel 1855, a cui si deve la complessa opera di archiviazione di tutto il materiale librario, la raccolta fu ulteriormente arricchita con numerose donazioni.

### Edizioni musicali
Notevolissime le edizioni musicali del Cinque e Seicento che vi sono conservate. Tra i numerosissimi, unica è la primissima edizione dell'Harmonice musices Odhecaton A. di Ottaviano Petrucci (1501), la prima stampa musicale interamente a caratteri mobili), assieme a trattati teorici e libretti d'opera; così come straordinaria è l'importanza dei manoscritti, a partire dal celeberrimo Q.15, custode unico di un'importante porzione del repertorio polifonico quattrocentesco; più vicini a noi, l'autografo de "Il barbiere di Siviglia" di Rossini e i cimeli respighiani.

### Collezione iconografica e quadreria

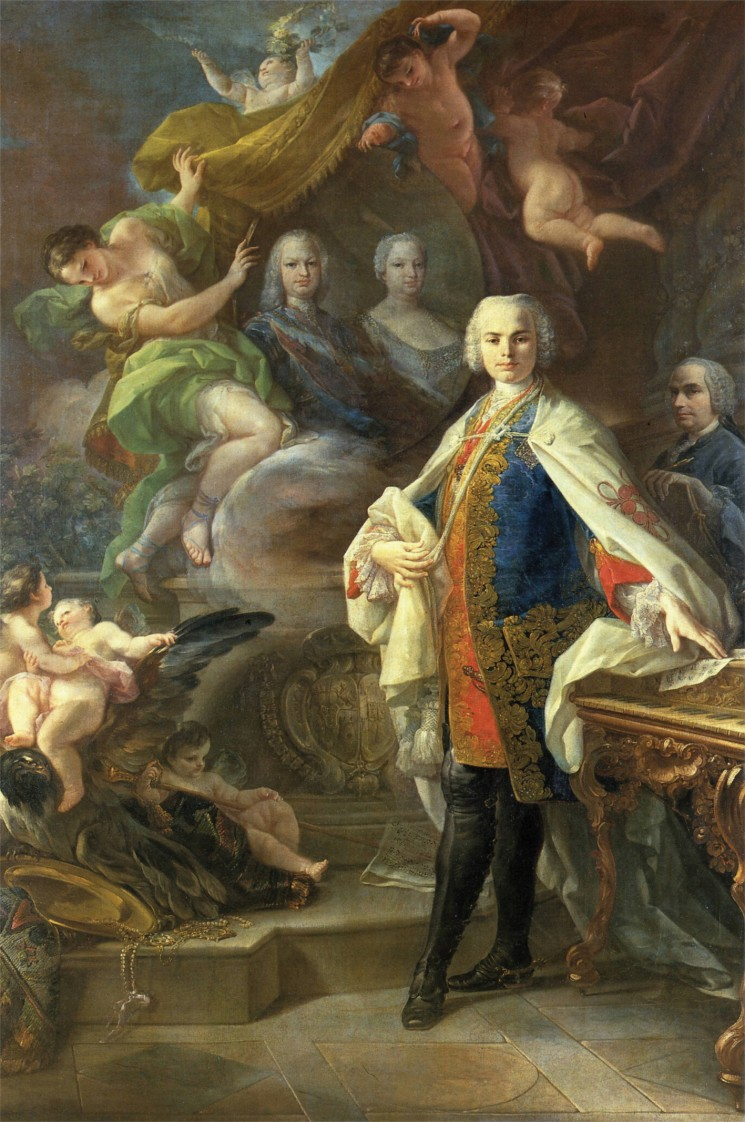
Il Farinelli in un dipinto di Corrado Giaquinto contenuto nella quadreria

La collezione iconografica ha il suo nucleo nei dipinti fatti eseguire da padre Martini a complemento visivo della collezione libraria: vi sono ritratti compositori, teorici e musicisti antichi, nonché i principali rappresentanti della vita musicale settecentesca; alcuni pezzi sono di assoluto pregio artistico, come il ritratto a busto intero di Johann Christian Bach eseguito da Thomas Gainsborough, lo scenografico ritratto del Farinelli con i Reali di Spagna di Corrado Giaquinto e i celeberrimi sportelli di libreria con scaffali di libri di musica di Giuseppe Maria Crespi. Non mancano le tele otto-novecentesche, grazie alle acquisizioni di cui godette la collezione quando essa venne a decorare le pareti del Liceo bolognese.

### Strumenti musicali
La raccolta di strumenti musicali, storicamente costituitasi nell'istituto musicale, copre un arco cronologico di quattro secoli, dai flauti rinascimentali ai pianoforti dell'Ottocento.
Molti strumenti sono di grande interesse per singolarità di concezione organologica (come la secentesca Armonia di flauti di Manfredo Settala), per valore storico (come il clavicembalo enarmonico di Vito Trasuntino, con 31 tasti per ottava), per peculiarità funzionale (come la tiorba in forma di kithara usata forse all'inizio del Seicento come oggetto scenico-teatrale), e per valore artistico (come l'ottocentesco corno di D. Jahn, col padiglione riccamente istoriato). Le testimonianze organologiche trovano complemento nella ricostruzione fedele e funzionale del laboratorio di liuteria di Otello Bignami (1914-1989), allievo di Gaetano Pollastri ed esponente di spicco della scuola liutaria bolognese.

## Servizi del Museo
- Visite guidate
- Laboratori didattici
- Audioguide in italiano e in inglese
- Libreria
- Guardaroba
- Minibar

## Servizi della Biblioteca
- Consultazione
- Prestito
- Informazioni bibliografiche
- Riproduzione in microfilm, diapositiva, fotografia, supporto digitale del materiale su richiesta alla Direzione; fotocopiatura.

## Galleria d'immagini

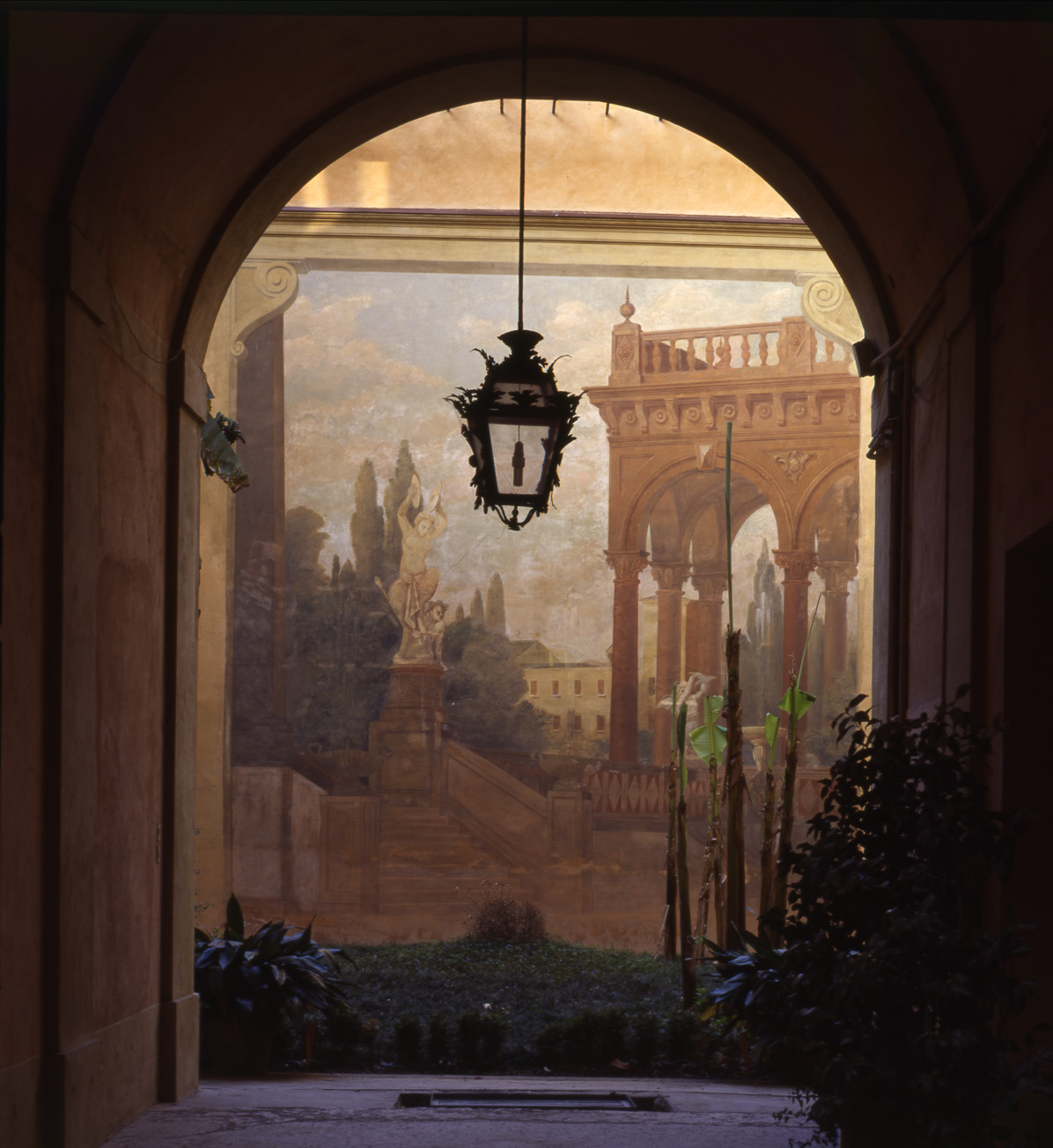
Ingresso - Trompe l'oeil - Luigi Busatti
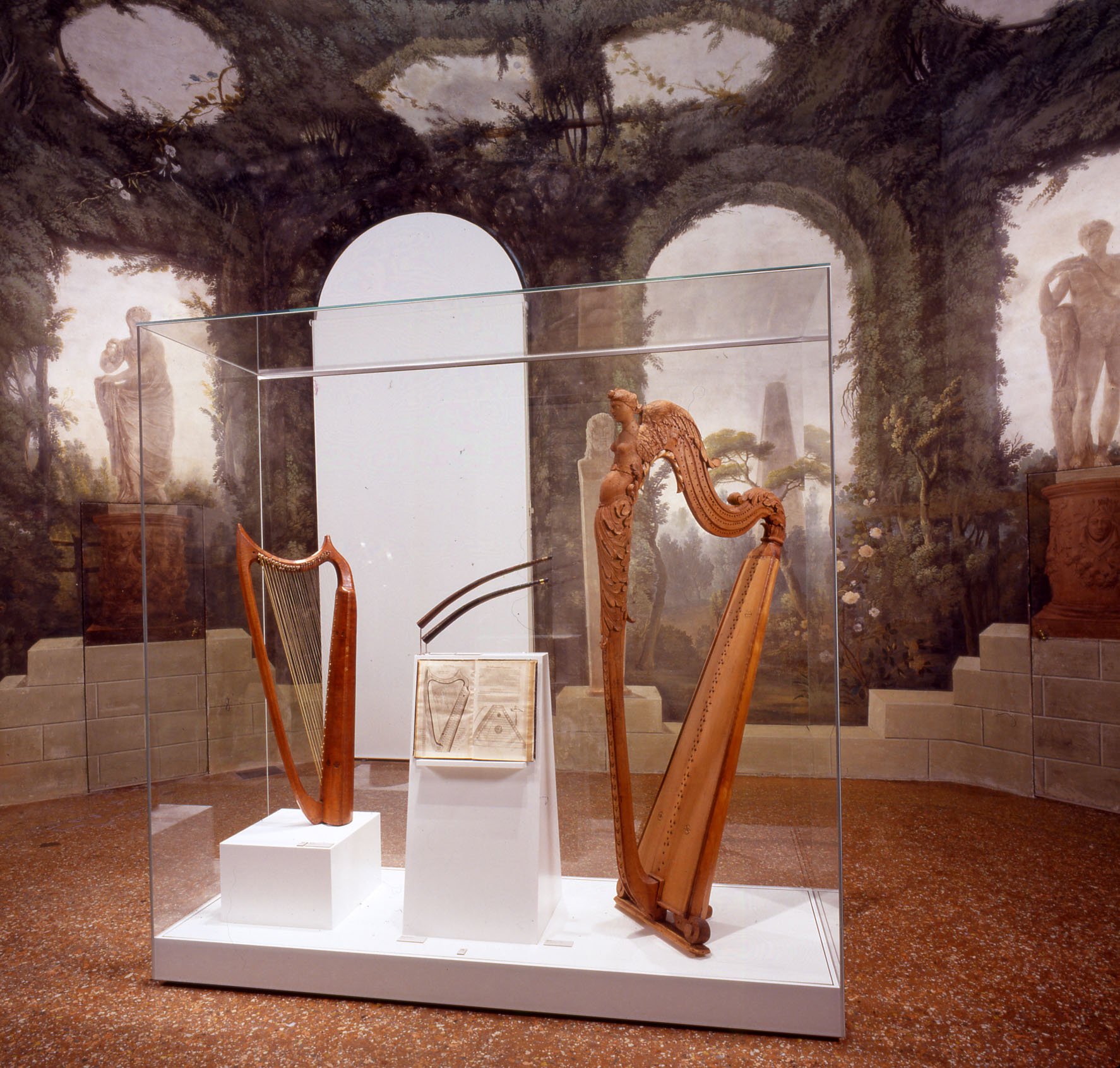
Sala 1 - Alla boschereccia
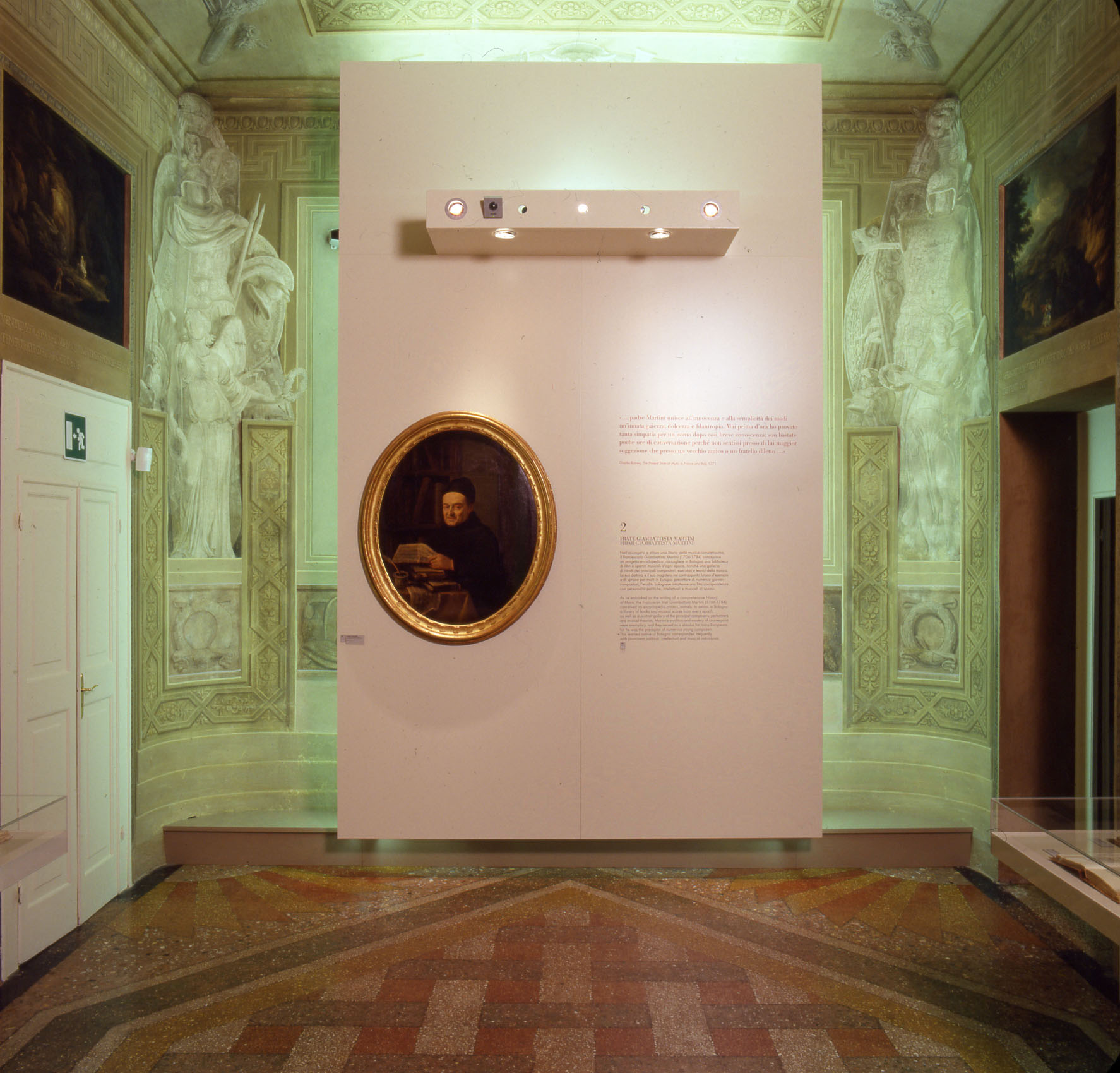
Sala 2 - Frate Giambattista Martini
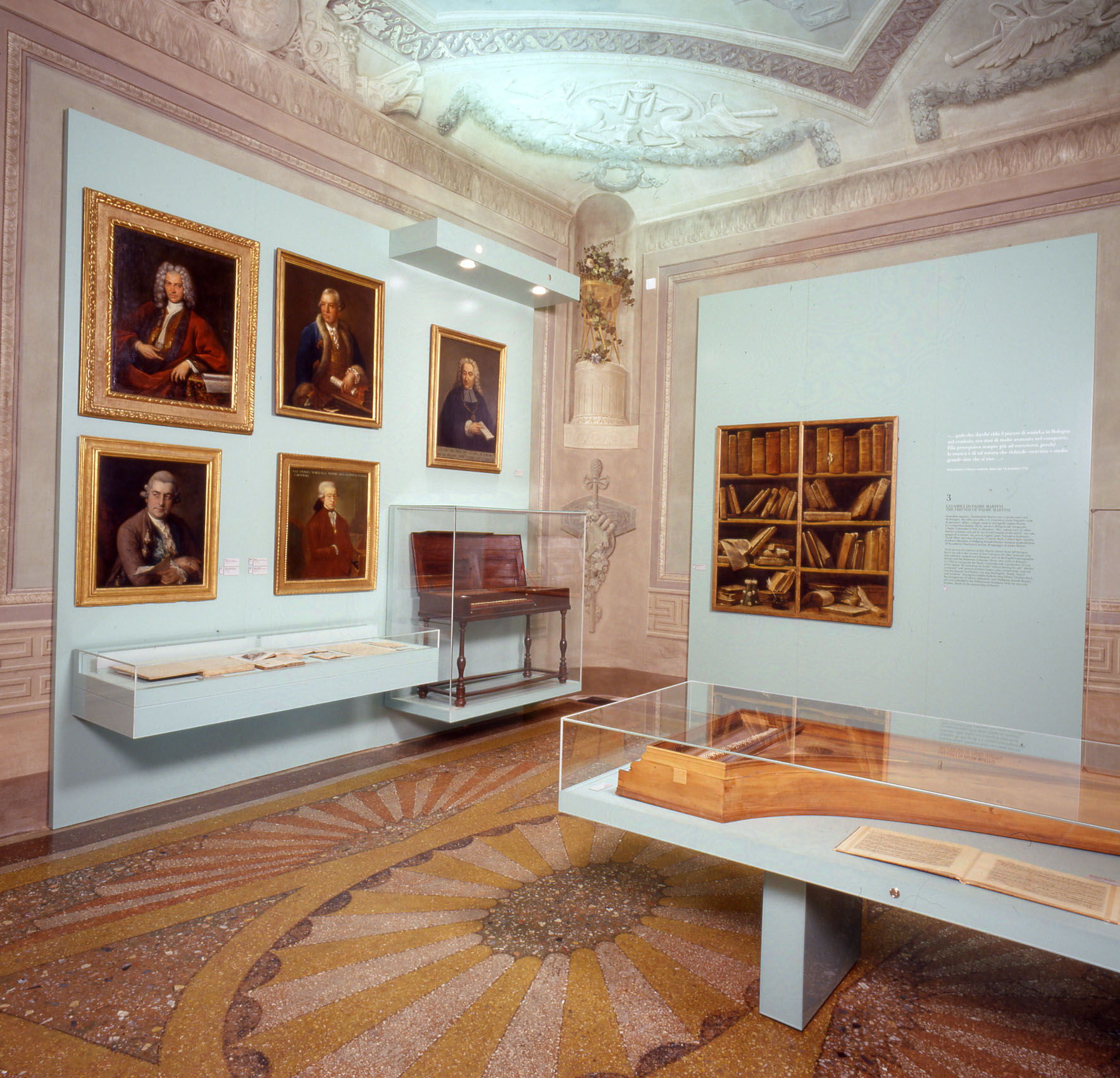
Sala 3 - Gli amici di Padre Martini
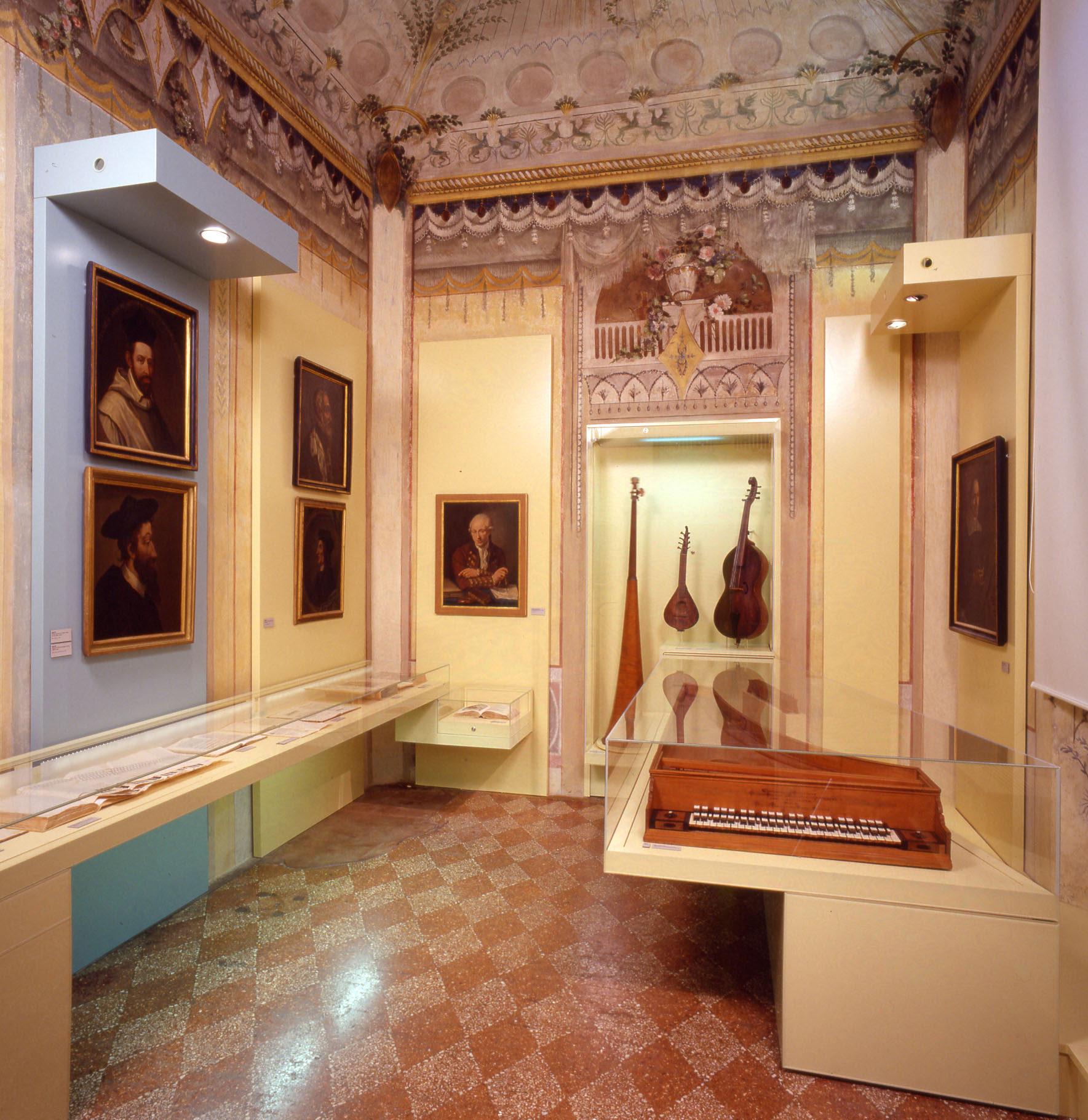
Sala 4 - L'idea della musica
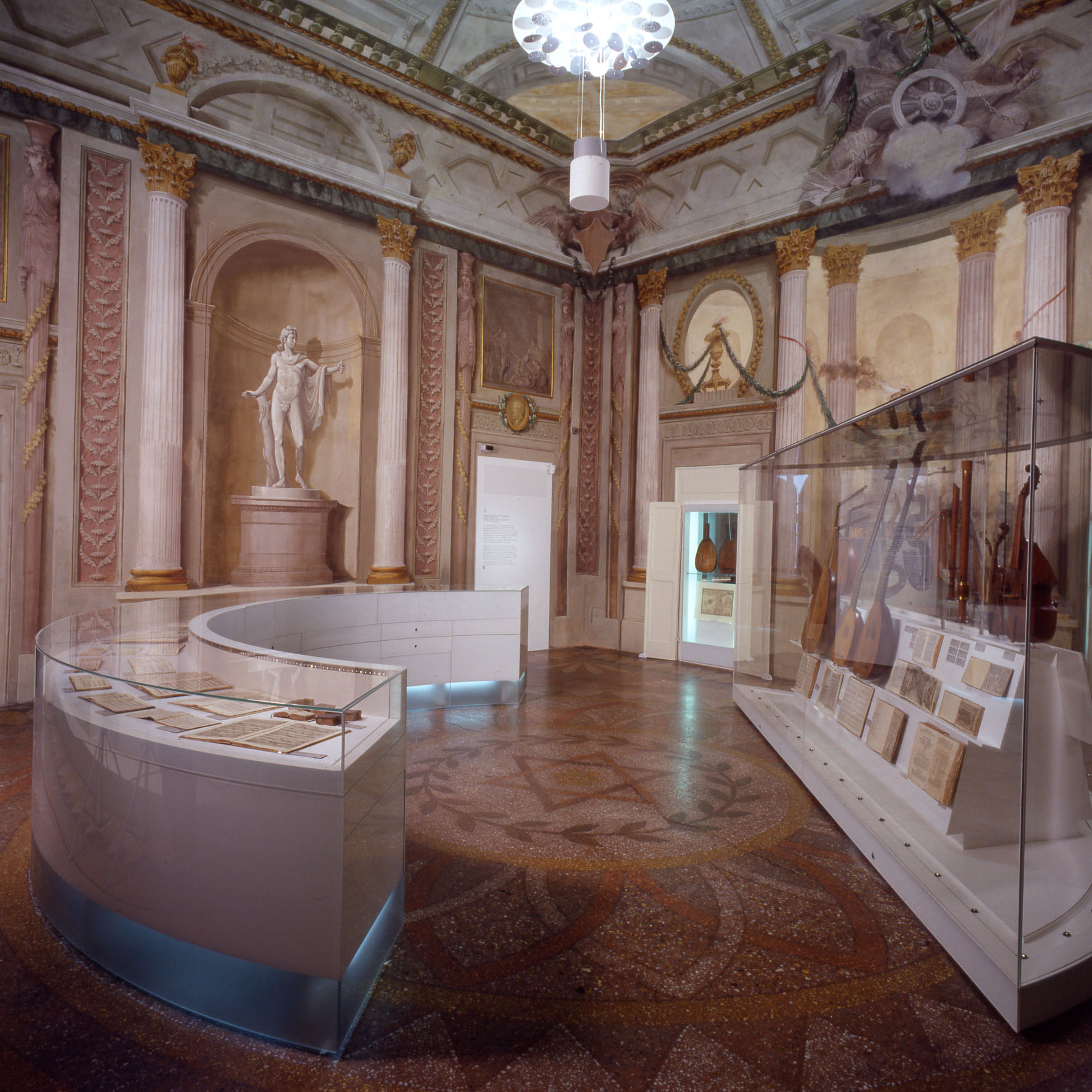
Sala 5 - Libri per musica e strumenti dei secoli XVI e XVII
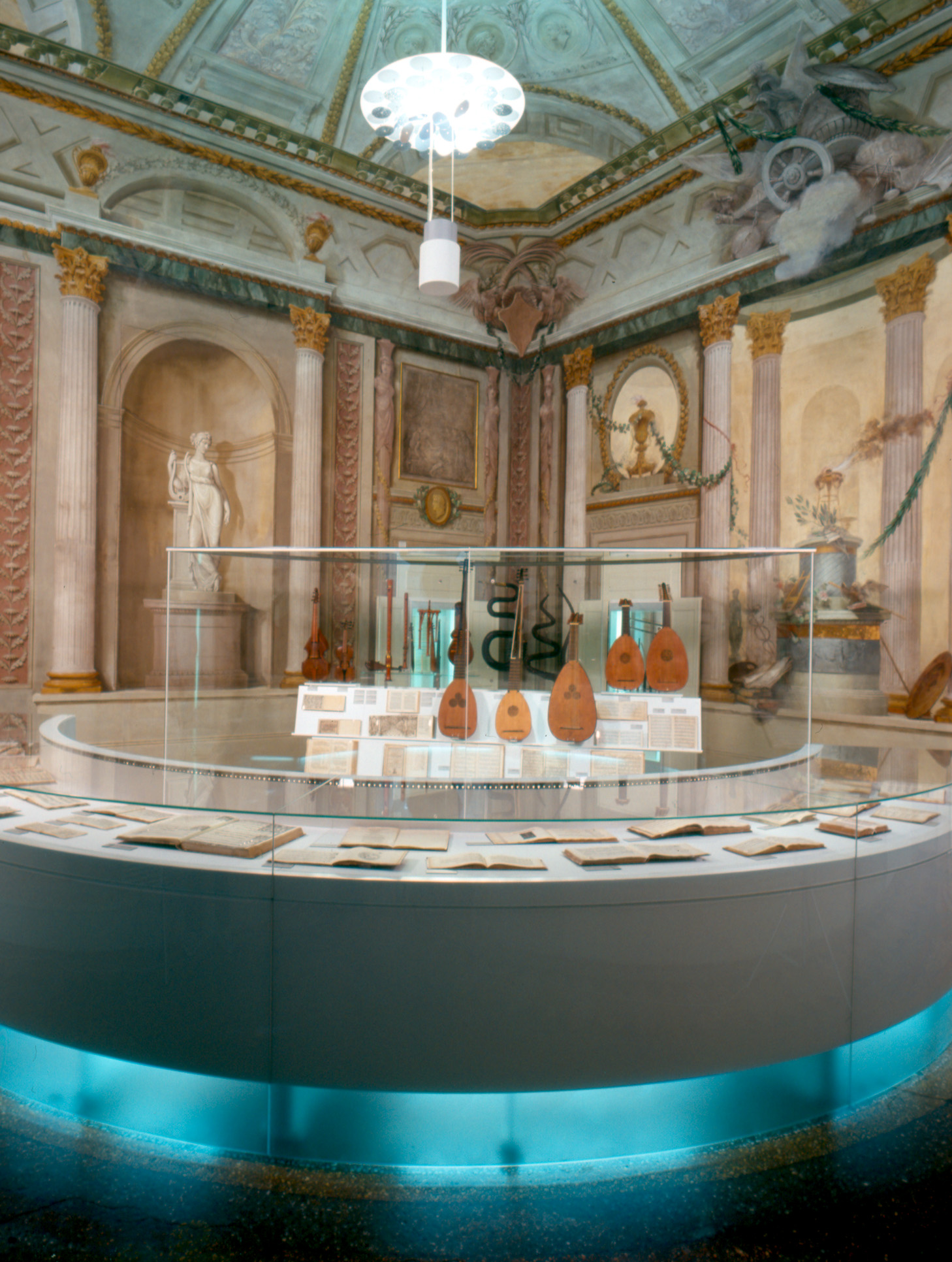
Sala 5 - Libri per musica e strumenti dei secoli XVI e XVII
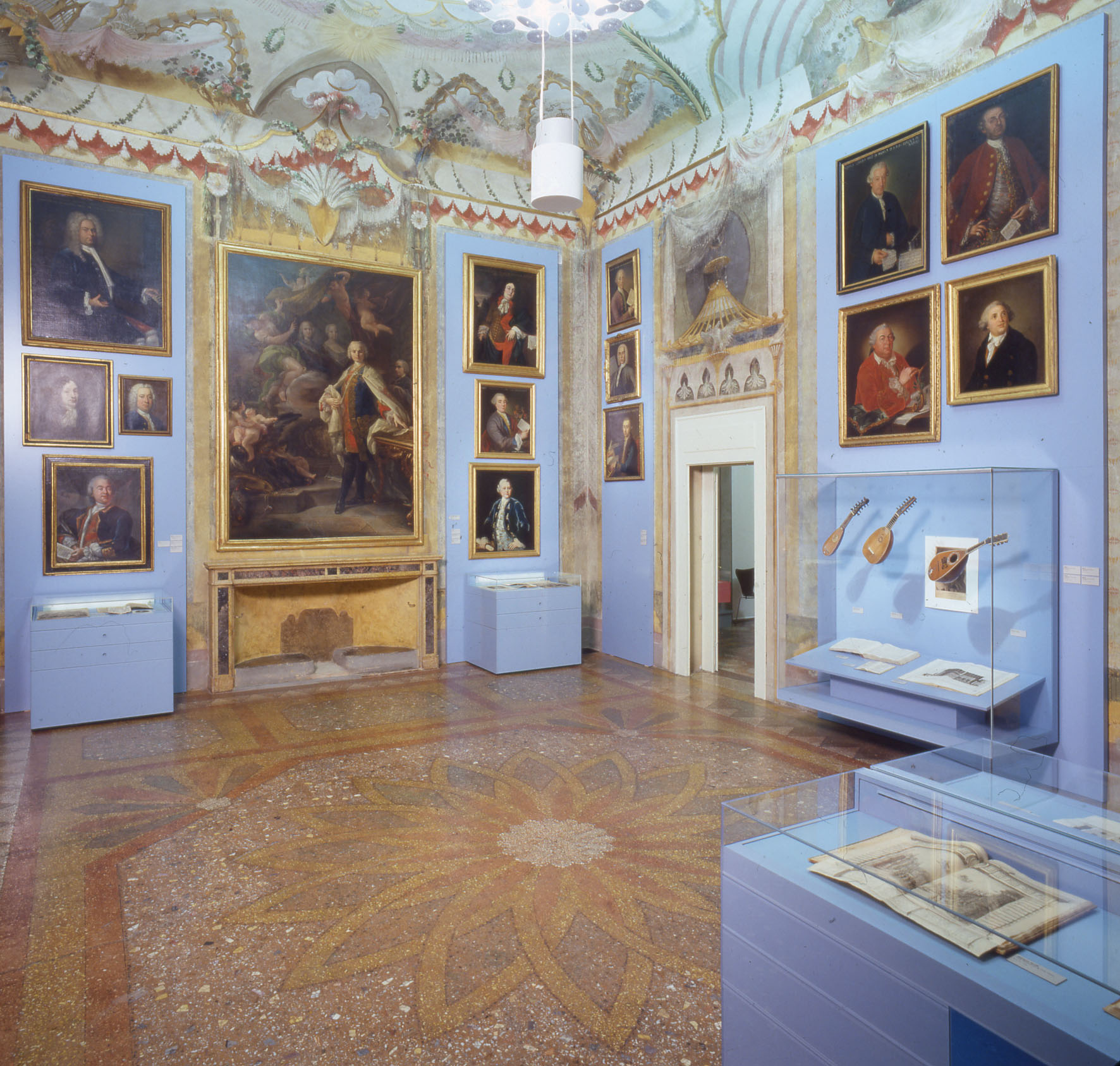
Sala 6 - Il Farinelli e l'opera italiana nel Settecento
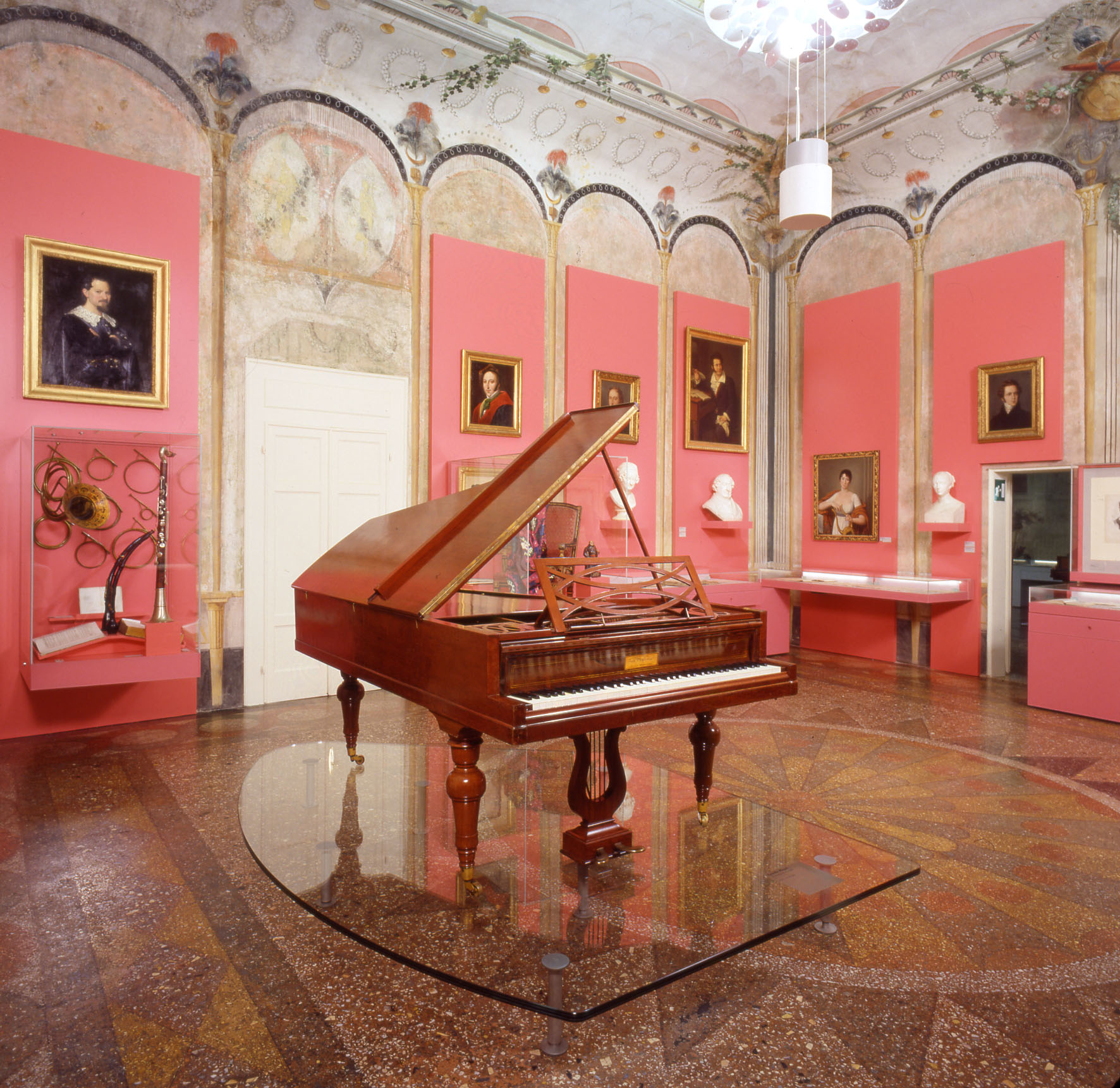
Sala 7 - Rossini e l'opera dell'Ottocento
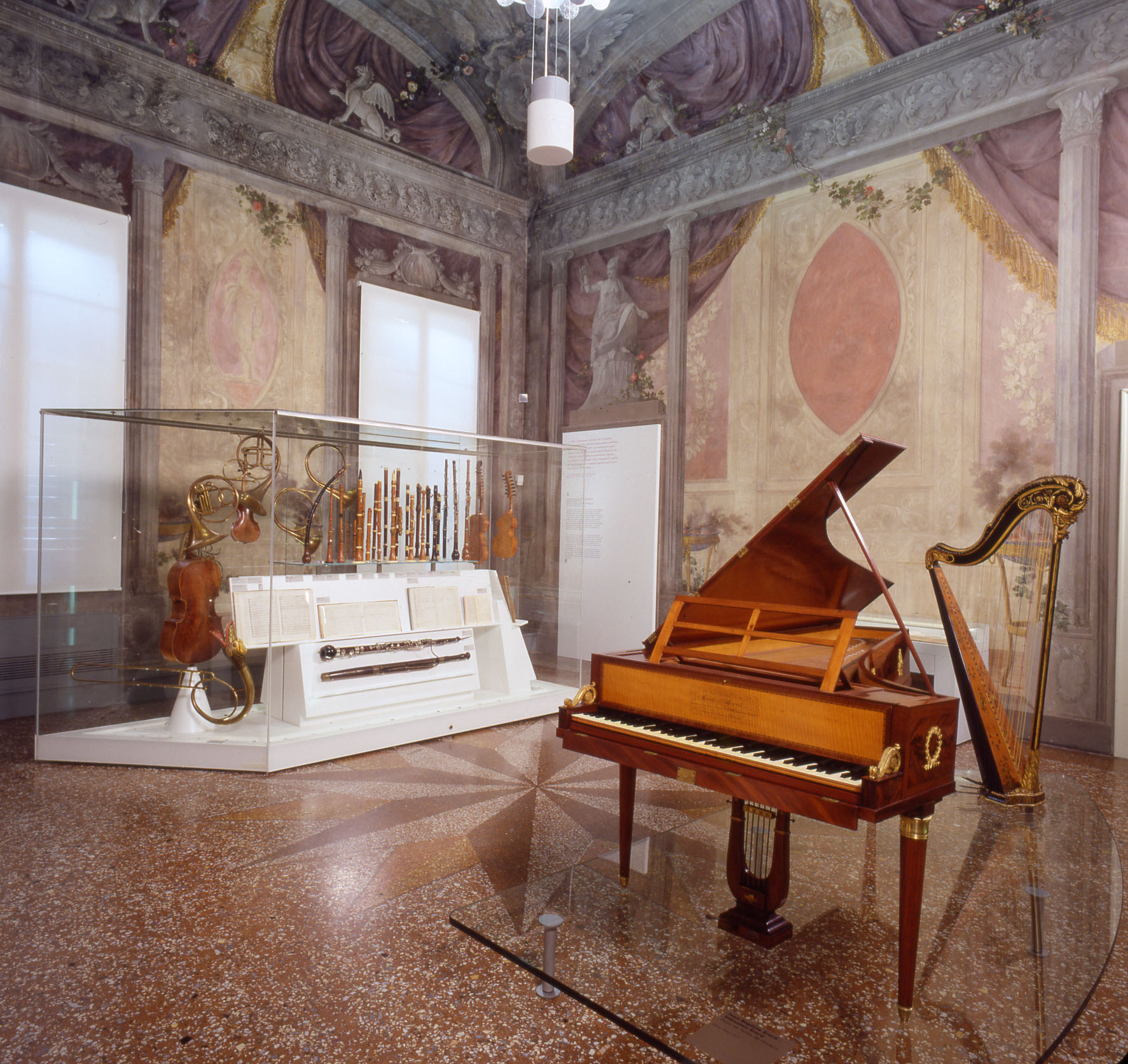
Sala 8 - Libri per musica e strumenti dei secoli XVIII e XIX
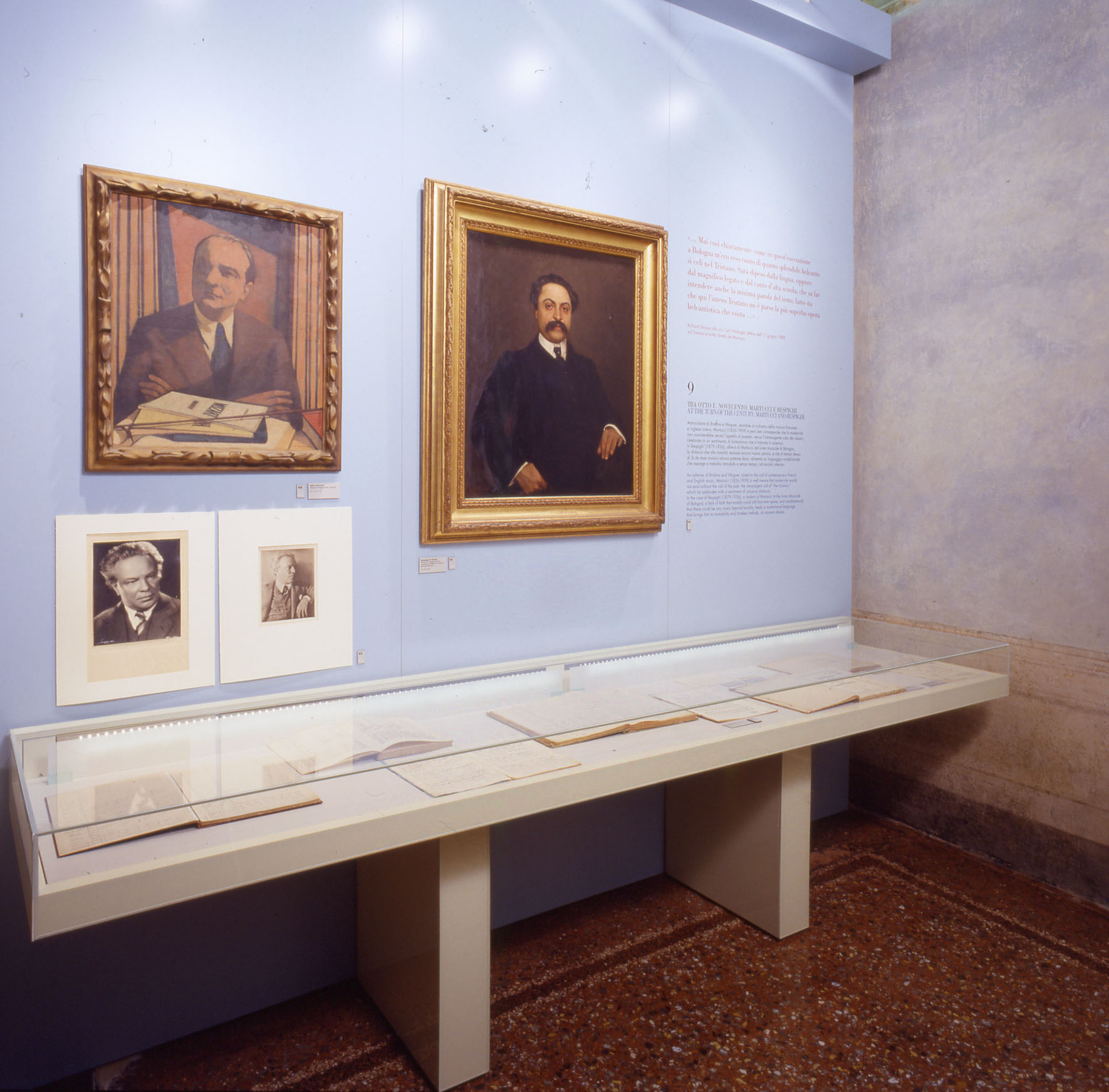
Sala 9 - Tra Otto e Novecento: Martucci e Respighi